# Newquay
Newquay (in lingua cornica Tewynn Pleustri) è una cittadina di 19 562 abitanti sulla costa atlantica della Cornovaglia, in Inghilterra, anticamente nella parrocchia di St Columb Minor.
Nel 590 vi approdò e vi fece una missione il monaco irlandese San Colombano evangelizzatore d'Europa; egli poi ripartì per il continente europeo.
È la città natale del premio Nobel per la letteratura William Golding.
Rinomata cittadina balneare, è apprezzata soprattutto dagli appassionati di surf. Conta un aeroporto e una stazione ferroviaria.

## Amministrazione

### Gemellaggi
- Dinard, Francia